# Consulat général de France à Wuhan

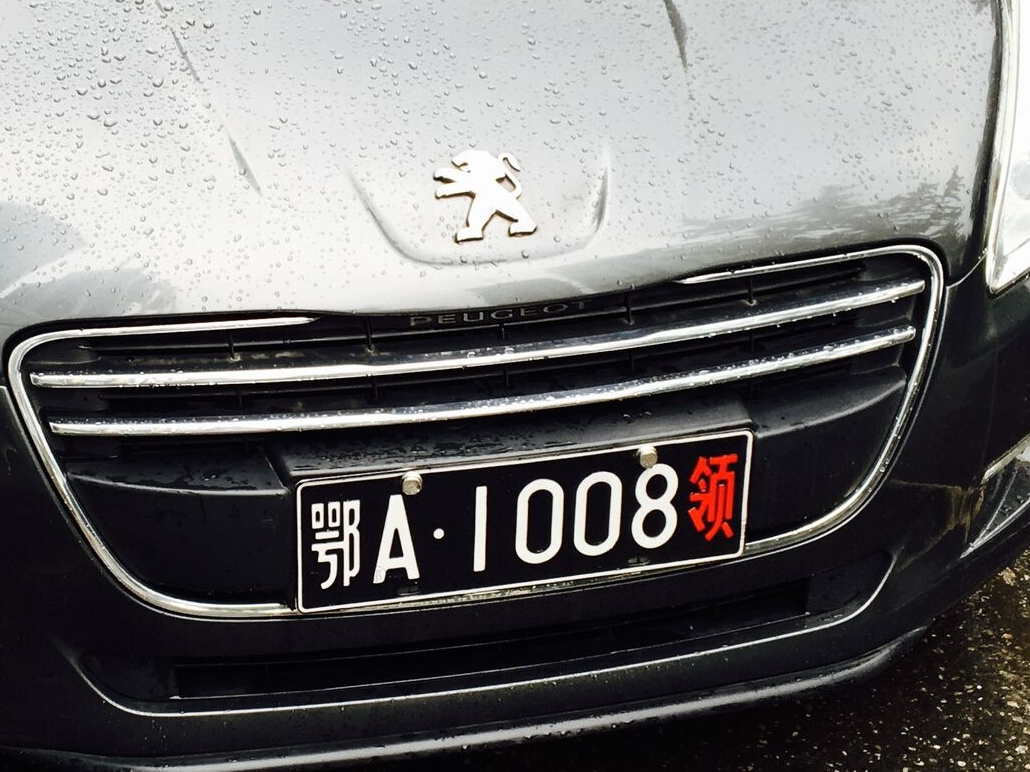
Plaque consulaire (Consulat général de France à Wuhan).

Le consulat général de France à Wuhan est une représentation consulaire de la République française en République populaire de Chine. Il est situé sur à Wuhan, dans le Hubei. Sa circonscription consulaire s'étend aux provinces du Hubei, du Hunan et du Jiangxi.

## Les consuls généraux
- Christian Thimonier (2025-)
- Jean-Yves Roux (2022-2025)[1]
- Olivier Guyonvarch (2017-2021)[2]
- Philippe Martinet (2013-2017)[3]
- Serge Lavroff (2009-2013)[4]
- Michel Freymuth (2005-2009)[5]
- François de Grailly (2002-2005)[6]
- François Sastourné (1998-2002)[7]